# Johann Behting

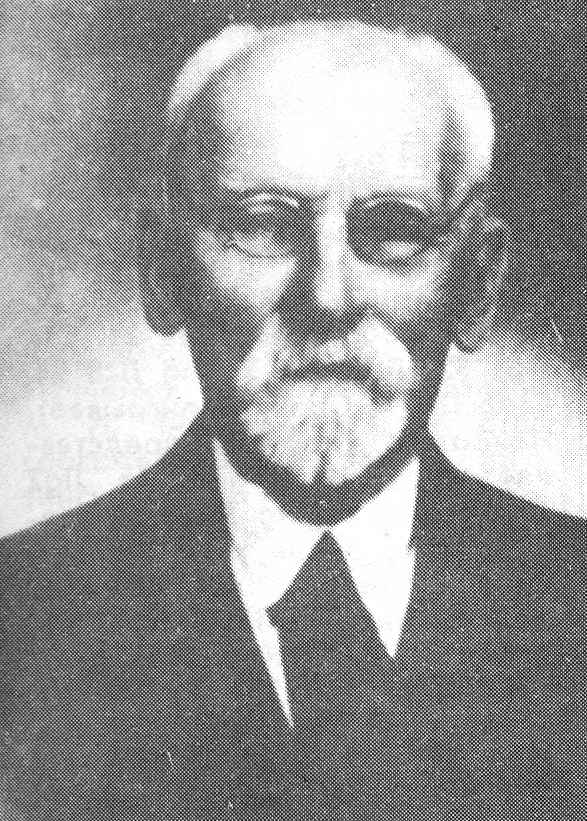
Johann Behting

Johann Behting (lettisch Jānis Bētiņš; * 9. Mai 1856 in Berzmuiža bei Doblen, Gouvernement Kurland; † 19. Oktober 1944 in Zoppot) war ein baltischer Schachkomponist.

## Leben
Das Leben von Johann Behting verlief weitaus ruhiger als das seiner jüngeren Brüder Carl (Kārlis) und Robert. Nach Grundschule und Gymnasium in Riga studierte Behting 1877 bis 1886 Ingenieurwissenschaften am dortigen Polytechnikum, beendete das Studium jedoch ohne Diplom.
Als Schachspieler war er schwächer als seine beiden Brüder.
- 1890/91 2. Platz im Nebenturnier des 1. Winterturniers der Rigaer Schachgesellschaft mit 10 aus 12
- 1892/93 Sieger im 1. Nebenturnier des 3. Winterturniers der Rigaer Schachgesellschaft mit 6,5 aus 8
- Das Folgejahr nahm er am Hauptturnier teil.
- Im November spielte er remis in einem Simultanwettkampf gegen Siegbert Tarrasch, verlor jedoch eine Simultanpartie, in der Tarrasch blind spielte.[1]

In den letzten Jahren lebte Johann Behting in Mellupi, einer kleinen ländlichen Gemeinde in der Nähe von Riga. Im Alter von 88 Jahren verließ er im Sommer 1944 seine Heimat. Seine zusammen mit Belletristik etwa 10.000 Bände umfassende Bibliothek wurde von den deutschen Besatzern als Brennstoff eingesetzt.

## Schachkomposition
In seiner Studentenzeit publizierte Johann Behting seit 1885 Schachaufgaben und ab 1890 auch Studien. Bereits zu Beginn seiner Schaffensperiode komponierte er einige erstaunliche Werke, mit denen er zusammen mit seinem Bruder Karl zu den Mitbegründern der modernen Studienkomposition aufstieg. Angeregt durch Korrespondenzen mit Ottó Bláthy verließ Behting jedoch später seinen ursprünglichen erfolgreichen Stil und komponierte langzügige Studien.
|   | a | b | c | d | e | f | g | h |   |
| 8 |   |   |   |   |   |   |   |   | 8 |
| 7 |   |   |   |   |   |   |   |   | 7 |
| 6 |   |   |   |   |   |   |   |   | 6 |
| 5 |   |   |   |   |   |   |   |   | 5 |
| 4 |   |   |   |   |   |   |   |   | 4 |
| 3 |   |   |   |   |   |   |   |   | 3 |
| 2 |   |   |   |   |   |   |   |   | 2 |
| 1 |   |   |   |   |   |   |   |   | 1 |
|   | a | b | c | d | e | f | g | h |   |

Dieses Bauernendspiel hält Johann Behtings Namen unter Schachspielern in bleibender Erinnerung.

Lösung:

Nach 1. a5–a6? g4–g3 gerät Weiß in Zugzwang und verliert. Richtig ist nur

1. Kg2–g1! Ein Wartezug. Kb8–a7

2. b7–b8D+! Mit diesem Damenopfer gelingt es Weiß, die Zugzwangsituation aufrechtzuerhalten.

2. … Ka7xb8

3. a5–a6! Schwarz ist verloren. Auch andere Fortsetzungen retten nicht:

1. … f4–f3

2. Kg1–f2

1. … g4–g3

2. Kg1–g2

1. … h4–h3

2. Kg1–h2

## Schachpublizist
Im zusammen mit seinem Bruder Carl 1930 im Selbstverlag herausgegebenen Sammelband ist er mit 19 von 27 Studien und mit 12 von 40 Schachaufgaben vertreten. Aus Kostengründen übernahm er Typografie und Satz für das Büchlein. Es enthält jedoch eine Reihe von Ungenauigkeiten in den Quellenangaben zu den Kompositionen.

## Werke
- Carl Behting; Johann Behting: Studien und Probleme. Walters & Rapa (Dr.), Riga, 1930.